# Caltha
- Commons
- Wikispecies

Caltha L. é um gênero botânico da família Ranunculaceae.

## Espécies
| - Caltha alba - Caltha appendiculata - Caltha dionaeifolia - Caltha introloba - Caltha leptosepala | - Caltha novae-zelandiae - Caltha obtusa - Caltha palustris - Caltha sagittata - Caltha scaposa |

- Lista completa

## Classificação do gênero
| Sistema | Classificação                      | Referência               |
| ------- | ---------------------------------- | ------------------------ |
| Linné   | Classe Polyandria, ordem Polygynia | Species plantarum (1753) |